# Kázsmárk
Kázsmárk is een plaats (község) en gemeente in het Hongaarse comitaat Borsod-Abaúj-Zemplén. Kázsmárk telt 1028 inwoners (2001).